# Isfjorden

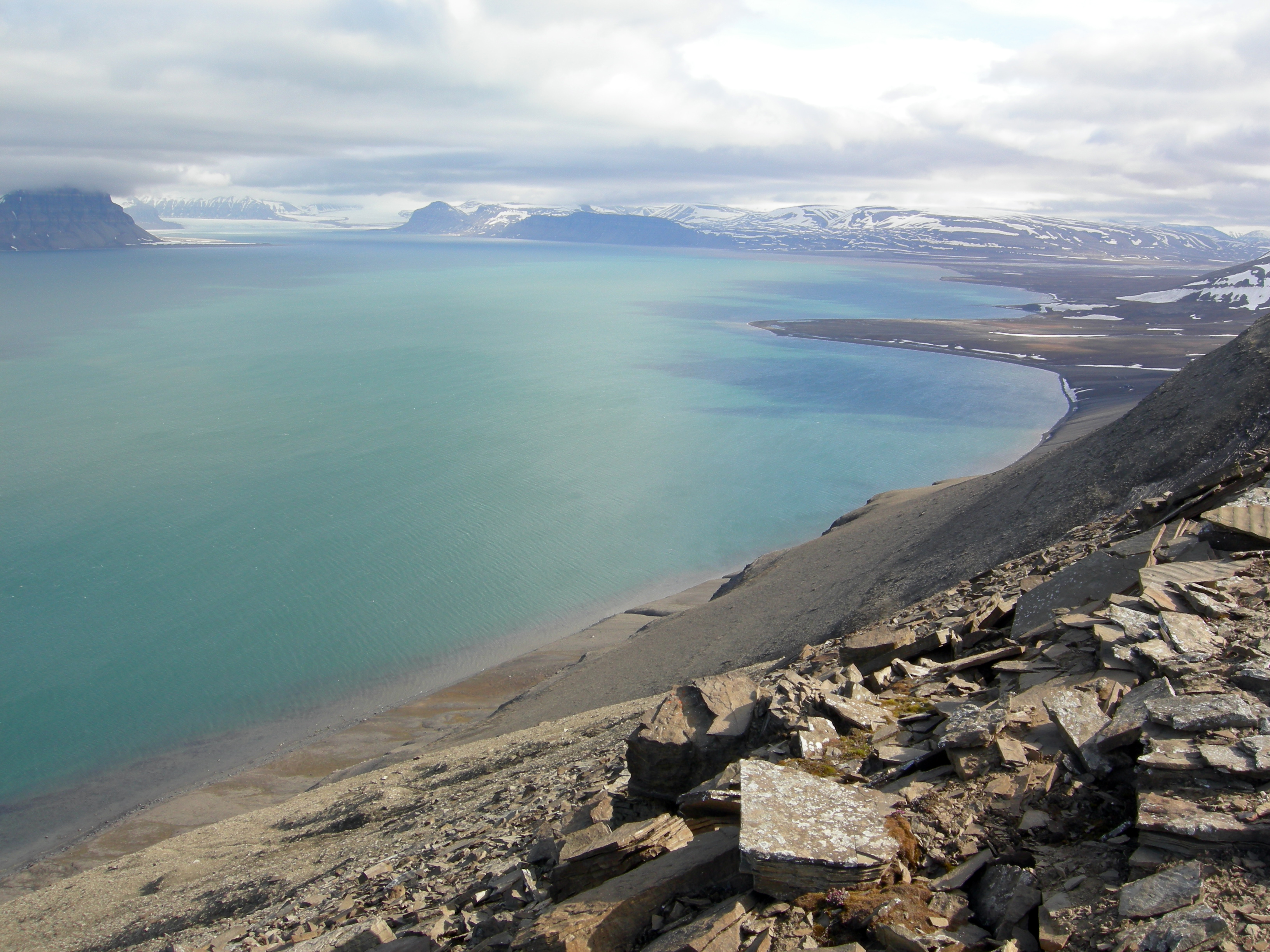
Isfjorden.

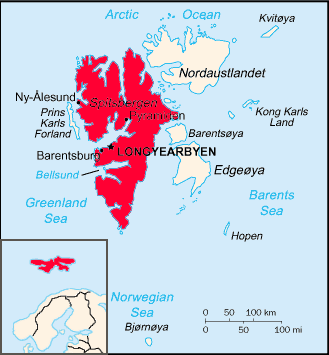
Localización de la isla Spitsbergen, en el Ártico.

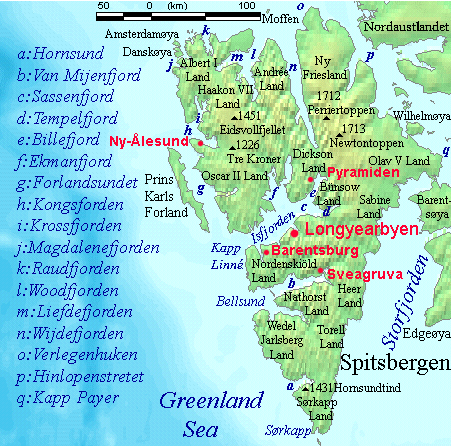
El Isfjorden está localizado en el tramo central de la costa occidental de la isla de Spitsbergen.

El Isfjorden o fiordo de Is es el mayor de los fiordos de la isla noruega de Spitsbergen, en el archipiélago de las Svalbard.
El interior del fiordo está a su vez subdividido en otros fiordos más pequeños y sus aguas pertenecen al mar de Groenlandia.
Por su fácil acceso, por el curso de este fiordo se comenzó a explorar el archipiélago y dio inicio a la colonización. En efecto, 6 de las 8 localidades de Spitsbergen se localizan en las riberas de este fiordo y sus ramificaciones: Longyearbyen, Barentsburg, Advent City, Pyramiden, Grumantbyen y Colesbukta así como Isfjord radio.
Toda la ribera este del Isfjorden, entre Barentsburg y Longyearbyen fue abandonada. La explotación minera de la hulla, motivó en gran medida la exploración del fiordo.

## Geografía
El Isfjorden se subdivide en 8 fiordos interiores —Adventfjorden, Sassenfjorden, Tempelfjorden, Billefjorden, Nordfjorden, Dicksonfjorden, Ekmanfjorden y Gronfjorden— y 9 bahías —Gipsvika, Petuniabukta, Adolfbukta, Brevika, Yoldiabukta, Borebukta, Ymerbukta, Trygghamna y Colesbukta.
- Datos: Q1627557
- Multimedia: Isfjorden / Q1627557